# La Tentation de Barbizon
Pour plus de détails, voir Fiche technique et Distribution.
La Tentation de Barbizon est un film français réalisé par Jean Stelli, sorti en 1946.

## Synopsis
Michel et Martine, employés de Publi-Mondial, partent en voyage de noces. À Barbizon, dans l'auberge d'un oncle, ils sont attendus par un diable et un ange, qui se livrent un énième épisode de leur combat pour la possession des âmes. Le diable s'ingénie à les faire pécher et à les brouiller, l'ange n'a de cesse de le faire échouer. Tant et tant qu'ils sont tous deux en passe de succomber aux charmes de leur victime. Le diable est tout près de devenir bon et l'ange de tomber dans le péché : ce sont eux qui sont victimes de leurs proies.

## Fiche technique
- Titre : La Tentation de Barbizon
- Réalisation : Jean Stelli
- Scénario : André-Paul Antoine, Marc-Gilbert Sauvajon
- Adaptation et dialogues : Marc-Gilbert Sauvajon
- Assistant réalisateur : Roger Blanc
- Photographie : Marcel Grignon
- Montage : Claude Nicole
- Musique : René Sylviano
- Chanson : Je suis à toi de Jacques Poterat et Jean Stelli
- Décors : Robert Gys, Emile Alex
- Son : Jean Bertrand
- Production : Consortium de production
- Tirage : Laboratoire cinématographique moderne aux studios de Boulogne. Enregistrement sonore Western Electric
- Pays :  France
- Format :  Noir et blanc - 1,37:1 - 35 mm - Son mono
- Durée : 100 minutes (1 h 40)
- Genre : Comédie romantique, Film fantastique
- Dates de sortie : 
  - France : 13 mars 1946

## Distribution
- Simone Renant : l'ange et Eva Parker

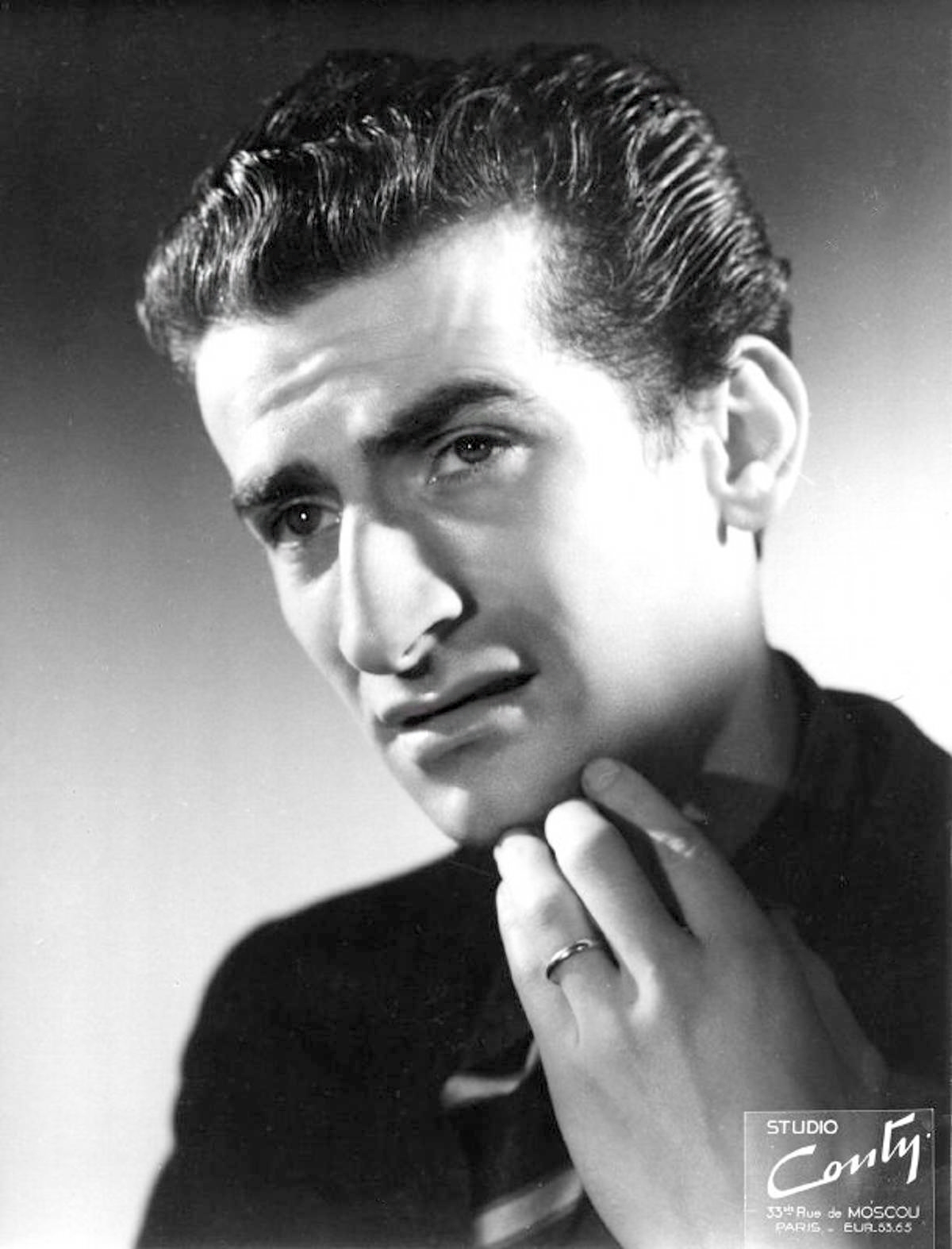
Jeune débutant, Louis de Funès tient l'un de ses premiers rôles.

- François Périer : le diable et Ben Atkinson
- Juliette Faber : Martine, la femme de Michel
- Daniel Gélin : Michel Berthier, portier de la société « Publi-Mondial »
- Pierre Larquey : Jérôme Chambon, l'oncle de Martine et patron de l'auberge Le rendez-vous des oiseaux
- Myno Burnay : Dominique Ancelin, la directrice de la société
- André Bervil : M. Stéphane, le truand joueur de dés
- Jean Wall : le juge d'instruction
- Henri Crémieux : l'avocat d'Eva Parker
- Jean Berton : le directeur de l'hôtel
- Charles Vissières : l'abbé lors de la fête de bienfaisance
- Gérard Séty : le chauffeur devant le cabaret
- Jean-Pierre Dujay : le chanteur
- Nicolas Amato : un serveur du cabaret
- Henry Charrett : l'inspecteur de la police mondaine
- Paul Barge : un inspecteur
- Jean Sylvain : Bastien, le domestique de Mme Ancelin
- Franck Maurice : un homme à la fête de charité
- Albert de Médina : le vendeur à la fête de bienfaisance
- Le chien Capitaine
- Louis de Funès : le portier du cabaret Le Paradis (non crédité)
- Eugène Yvernes: Georges, le barman qui joue aux dés
- Robert Balpo : Monsieur Bricard
- Doris Marnier[1]
- Evelyn Nattier[2]

## Accueil

### Critique
« Un excellent sujet. Il pouvait comporter une cascade de gags du meilleur comique. Mais il fallait, pour le traiter, un tour d'esprit, un sens de l'humour, des moyens dont M. Stelli semble avoir manqué. Le metteur en scène de La Tentation de Barbizon s'est contenté d'exploiter les gags les plus faciles, les plus apparents, les plus plausibles. Ceux qui lui sont tombés sous la main. »

— Le Populaire, 1er avril 1946.

« Enfin, il faut reconnaître à Jean Stelli, le lacrymogène du Voile bleu, le mérité d'avoir mené tambour battant sa réalisation, sans jamais s'attarder sur un effet comique et sans insister sur une situation dont l'artifice éclaterait si l'on avait l'occasion d'y réfléchir une demi-minute. »

— Combat, 25 mars 1946.

## À noter
- C’est la première apparition à l’écran de Louis de Funès, qui y prononce ses deux premières répliques (52e minute). Recevant Pierre Larquey à l’entrée d’un cabaret, il l’invite à entrer dans la salle par un « C'est par ici monsieur ». Pierre Larquey décline l’invitation, voulant passer à travers la porte fermée. Le miracle souhaité n’a pas lieu et il se cogne dans la porte. De Funès glisse alors à sa collègue : « Ben, il a son compte celui-là, aujourd'hui ».
- Yves Deniaud, mentionné dans certaines filmographies, n'apparaît pas dans le film.